# Список голів уряду Північної Кореї
У статті подано список голів уряду Корейської Народної Демократичної Республіки. Голова уряду Північної Кореї здійснює виконавчу владу, призначається головою держави та затверджується Верховними народними зборами.

## Список
| Порядок | Фото | Ім'я          | Початок повноважень | Завершення повноважень | Лідер держави         |
| ------- | ---- | ------------- | ------------------- | ---------------------- | --------------------- |
| 1       |      | Кім Ір Сен    | 9 вересня 1948      | 28 грудня 1972         |                       |
| 2       |      | Кім Ір        | 28 грудня 1972      | 19 квітня 1976         | Кім Ір Сен            |
| 3       |      | Пак Сон Чхоль | 19 квітня 1976      | 19 грудня 1977         | Кім Ір Сен            |
| 4       |      | Лі Чжон Ок    | 19 грудня 1977      | 27 січня 1984          | Кім Ір Сен            |
| 5       |      | Кан Сон Сан   | 27 січня 1984       | 29 грудня 1986         | Кім Ір Сен            |
| 6       |      | Лі Гин Мо     | 29 грудня 1986      | 12 грудня 1988         | Кім Ір Сен            |
| 7       |      | Йон Хьон Мук  | 12 грудня 1988      | 11 грудня 1992         | Кім Ір Сен            |
| 8       |      | Кан Сон Сан   | 11 грудня 1992      | 21 лютого 1997         | Кім Ір Сен            |
| 9       |      | Хон Сон Нам   | 21 лютого 1997      | 3 вересня 2003         | Кім Чен Ір            |
| 10      |      | Пак Пон Джу   | 3 вересня 2003      | 11 квітня 2007         | Кім Чен Ір            |
| 11      |      | Кім Йон Іль   | 11 квітня 2007      | 7 червня 2010          | Кім Чен Ір            |
| 12      |      | Чхве Йон Рім  | 7 червня 2010       | 1 квітня 2013          | Кім Чен Ір Кім Чен Ин |
| 13      |      | Пак Пон Джу   | 1 квітня 2013       | 11 квітня 2019         | Кім Чен Ин            |
| 14      |      | Кім Дже Рьон  | 11 квітня 2019      | 13 серпня 2020         | Кім Чен Ин            |
| 15      |      | Кім Ток Хун   | 13 серпня 2020      |                        | Кім Чен Ин            |